# سوسة فراشية ثنائية النقط
سوسة فراشية ثنائية النقط (الاسم العلمي: Tinea bipunctella) هي نوع من الحشرات تتبع جنس السوسة الفراشية من فصيلة السوسيات الفراشية.